# 북위 12도
북위 12도는 적도에서 북쪽으로 12도 떨어진 위선이다. 아프리카, 아시아, 태평양, 북아메리카, 남아메리카, 대서양을 지난다.

## 지나가는 지역
본초 자오선에서 시작해서 동쪽 방향으로, 북위 12도선은 다음 지역을 지나간다.
| 좌표                                                    | 나라, 지역, 해역 | 주석 |
| ------------------------------------------------------- | ---------------- | --- |
| 북위 12° 0′ 동경 0° 0′  / 북위 12.000° 동경 0.000°      | 부르키나파소     | |
| 북위 12° 0′ 동경 2° 19′  / 북위 12.000° 동경 2.317°     | 니제르           | 약 15km |
| 북위 12° 0′ 동경 2° 28′  / 북위 12.000° 동경 2.467°     | 베냉             | |
| 북위 12° 0′ 동경 3° 15′  / 북위 12.000° 동경 3.250°     | 니제르           | |
| 북위 12° 0′ 동경 3° 40′  / 북위 12.000° 동경 3.667°     | 나이지리아       | |
| 북위 12° 0′ 동경 14° 38′  / 북위 12.000° 동경 14.633°   | 카메룬           | |
| 북위 12° 0′ 동경 15° 5′  / 북위 12.000° 동경 15.083°    | 차드             | 은자메나 바로 남쪽을 지나감 |
| 북위 12° 0′ 동경 22° 37′  / 북위 12.000° 동경 22.617°   | 수단             | |
| 북위 11° 0′ 동경 32° 45′  / 북위 11.000° 동경 32.750°   | 남수단           | |
| 북위 11° 0′ 동경 33° 13′  / 북위 11.000° 동경 33.217°   | 수단             | |
| 북위 12° 0′ 동경 35° 18′  / 북위 12.000° 동경 35.300°   | 에티오피아       | 타나호를 통과함 |
| 북위 12° 0′ 동경 42° 5′  / 북위 12.000° 동경 42.083°    | 지부티           | |
| 북위 12° 0′ 동경 43° 23′  / 북위 12.000° 동경 43.383°   | 인도양           | 아덴만 - 소말리아 최북단 바로 북쪽을 지나감 아라비아해 - 예멘 소코트라 제도 바로 남쪽을 지나감 |
| 북위 12° 0′ 동경 75° 15′  / 북위 12.000° 동경 75.250°   | 인도             | 케랄라주 카르나타카주 타밀나두주 푸두체리 - 약 4km 타밀나두주 |
| 북위 12° 0′ 동경 79° 51′  / 북위 12.000° 동경 79.850°   | 인도양           | 벵골만 |
| 북위 12° 0′ 동경 92° 37′  / 북위 12.000° 동경 92.617°   | 인도             | 안다만 니코바르 제도 - 남안다만섬과 헤이브록섬 |
| 북위 12° 0′ 동경 93° 1′  / 북위 12.000° 동경 93.017°    | 인도양           | 안다만해 |
| 북위 12° 0′ 동경 97° 44′  / 북위 12.000° 동경 97.733°   | 미얀마           | 메르귀 제도와 본토 |
| 북위 12° 0′ 동경 99° 35′  / 북위 12.000° 동경 99.583°   | 태국             | |
| 북위 12° 0′ 동경 99° 52′  / 북위 12.000° 동경 99.867°   | 타이만           | |
| 북위 12° 0′ 동경 102° 18′  / 북위 12.000° 동경 102.300° | 태국             | 꼬창구 |
| 북위 12° 0′ 동경 102° 25′  / 북위 12.000° 동경 102.417° | 타이만           | |
| 북위 12° 0′ 동경 102° 46′  / 북위 12.000° 동경 102.767° | 태국             | 약 1km |
| 북위 12° 0′ 동경 102° 47′  / 북위 12.000° 동경 102.783° | 캄보디아         | |
| 북위 12° 0′ 동경 106° 45′  / 북위 12.000° 동경 106.750° | 베트남           | |
| 북위 12° 0′ 동경 109° 14′  / 북위 12.000° 동경 109.233° | 남중국해         | 필리핀 쿨리온섬 바로 북쪽을 지나감 |
| 북위 12° 0′ 동경 120° 1′  / 북위 12.000° 동경 120.017°  | 필리핀           | 부수앙가섬 |
| 북위 12° 0′ 동경 120° 20′  / 북위 12.000° 동경 120.333° | 술루해           | |
| 북위 12° 0′ 동경 121° 22′  / 북위 12.000° 동경 121.367° | 필리핀           | 세미라라섬 |
| 북위 12° 0′ 동경 121° 24′  / 북위 12.000° 동경 121.400° | 술루해           | 필리핀 몰로캄복섬 바로 북쪽을 지나감 필리핀 보로카이섬 바로 북쪽을 지나감 |
| 북위 12° 0′ 동경 121° 55′  / 북위 12.000° 동경 121.917° | 시부얀해         | |
| 북위 12° 0′ 동경 123° 11′  / 북위 12.000° 동경 123.183° | 필리핀           | 마스바테섬 |
| 북위 12° 0′ 동경 123° 15′  / 북위 12.000° 동경 123.250° | 비사얀해         | 아시드만 |
| 북위 12° 0′ 동경 123° 43′  / 북위 12.000° 동경 123.717° | 필리핀           | 마스바테섬 |
| 북위 12° 0′ 동경 124° 2′  / 북위 12.000° 동경 124.033°  | 사마르해         | 필리핀 타가풀란섬 바로 남쪽을 지나감 필리핀 알마그로섬 바로 북쪽을 지나감 필리핀 카만다그섬 바로 북쪽을 지나감 |
| 북위 12° 0′ 동경 124° 41′  / 북위 12.000° 동경 124.683° | 필리핀           | 사마르섬 |
| 북위 12° 0′ 동경 125° 28′  / 북위 12.000° 동경 125.467° | 태평양           | 마셜 제도 에네웨타크섬 바로 북쪽을 지나감 마셜 제도 비키니 환초 바로 북쪽을 지나감 마셜 제도 비카르 환초 바로 남쪽을 지나감 |
| 북위 12° 0′ 서경 86° 41′  / 북위 12.000° 서경 86.683°   | 니카라과         | 니카라과호를 통과함 |
| 북위 12° 0′ 서경 83° 46′  / 북위 12.000° 서경 83.767°   | 카리브해         | 니카라과 콘 제도 바로 남쪽을 지나감 콜롬비아 알부케르케 제도 바로 남쪽을 지나감 |
| 북위 12° 0′ 서경 72° 11′  / 북위 12.000° 서경 72.183°   | 콜롬비아         | 과히라반도 |
| 북위 12° 0′ 서경 71° 9′  / 북위 12.000° 서경 71.150°    | 카리브해         | 베네수엘라만 |
| 북위 12° 0′ 서경 70° 15′  / 북위 12.000° 서경 70.250°   | 베네수엘라       | 파라과나반도 |
| 북위 12° 0′ 서경 69° 49′  / 북위 12.000° 서경 69.817°   | 카리브해         | 퀴라소 퀴라소섬과 클라인퀴라소섬 사이를 지나감 네덜란드 보네르섬 바로 남쪽을 지나감 베네수엘라 라스아베스 군도 바로 북쪽을 지나감 베네수엘라 로스로게스 군도 바로 북쪽을 지나감 베네수엘라 라오르칠라섬 바로 북쪽을 지나감 베네수엘라 브랑키야섬 바로 북쪽을 지나감 |
| 북위 12° 0′ 서경 61° 48′  / 북위 12.000° 서경 61.800°   | 그레나다         | |
| 북위 12° 0′ 서경 61° 42′  / 북위 12.000° 서경 61.700°   | 대서양           | |
| 북위 12° 0′ 서경 16° 20′  / 북위 12.000° 서경 16.333°   | 기니비사우       | |
| 북위 12° 0′ 서경 13° 42′  / 북위 12.000° 서경 13.700°   | 기니             | |
| 북위 12° 0′ 서경 11° 16′  / 북위 12.000° 서경 11.267°   | 말리             | 약 3km |
| 북위 12° 0′ 서경 11° 14′  / 북위 12.000° 서경 11.233°   | 기니             | |
| 북위 12° 0′ 서경 10° 46′  / 북위 12.000° 서경 10.767°   | 말리             | |
| 북위 12° 0′ 서경 10° 34′  / 북위 12.000° 서경 10.567°   | 기니             | |
| 북위 12° 0′ 서경 8° 48′  / 북위 12.000° 서경 8.800°     | 말리             | |
| 북위 12° 0′ 서경 4° 55′  / 북위 12.000° 서경 4.917°     | 부르키나파소     | |
| 북위 12° 0′ 서경 4° 45′  / 북위 12.000° 서경 4.750°     | 말리             | 약 1km |
| 북위 12° 0′ 서경 4° 44′  / 북위 12.000° 서경 4.733°     | 부르키나파소     | |

## 같이 보기
- 북위 11도
- 북위 13도